# Bye Aerospace eFlyer 800
Bye Aerospace eFlyer 800 – projekt amerykańskiego samolotu dyspozycyjnego z napędem elektrycznym, zdolnego do przewozu siedmiu pasażerów. 

## Historia
Amerykańska firma Bye Aerospace opracowuje projekt dwusilnikowego samolotu dyspozycyjnego, mogącego zabrać na pokład siedmiu pasażerów oraz jednego lub dwóch pilotów. Nowością jest rodzaj wybranego napędu. Maszyna będzie napędzana francuskimi silnikami elektrycznymi firmy Safran, z rodziny określanych mianem ENGINeUS. Dzięki zastosowaniu tego typu napędu, koszty eksploatacji samolotu mają wynosić około jednej piątej nakładów, ponoszonych w związku z eksploatacją maszyn z napędem turbośmigłowym. W 2021 roku producent samolotu uzyskał pierwsze zamówienia na swój produkt. Amerykańska firma Jet It oraz jej europejska spółka JetClub poinformowały o złożeniu zamówienia na maszyny eFlyer 800. Nie jest znana liczba zamówionych egzemplarzy. 